# 검은수염날여우박쥐
검은수염날여우박쥐(Pteropus melanopogon)는 큰박쥐과에 속하는 박쥐의 일종이다. 왕박쥐속에 속하는 멸종위기종으로 인도네시아 암본 섬과 부루 섬, 스람 섬, 반다 제도 그리고 얌데나의 토착종이다. 현재는 단형 종이지만, 이전에는 아루날여우박쥐와 카이날여우박쥐를 아종으로 포함했다. 검은수염날여우박쥐의 몸무게를 알 수 있는 정보는 없지만 무거운 박쥐이며, 가장 무거운 큰박쥐류로 추정하고 있다.